# Park Narodowy Watarrka
Park Narodowy Watarrka, (Watarrka National Park) – park narodowy utworzony w roku 1989, położony ok. 300 km na zachód od Alice Springs, na obszarze Terytorium Północnego w Australii.
Najbardziej charakterystycznym miejscem dla parku jest Kings Canyon, największy kanion w Australii.

## Galeria Kings Canyon

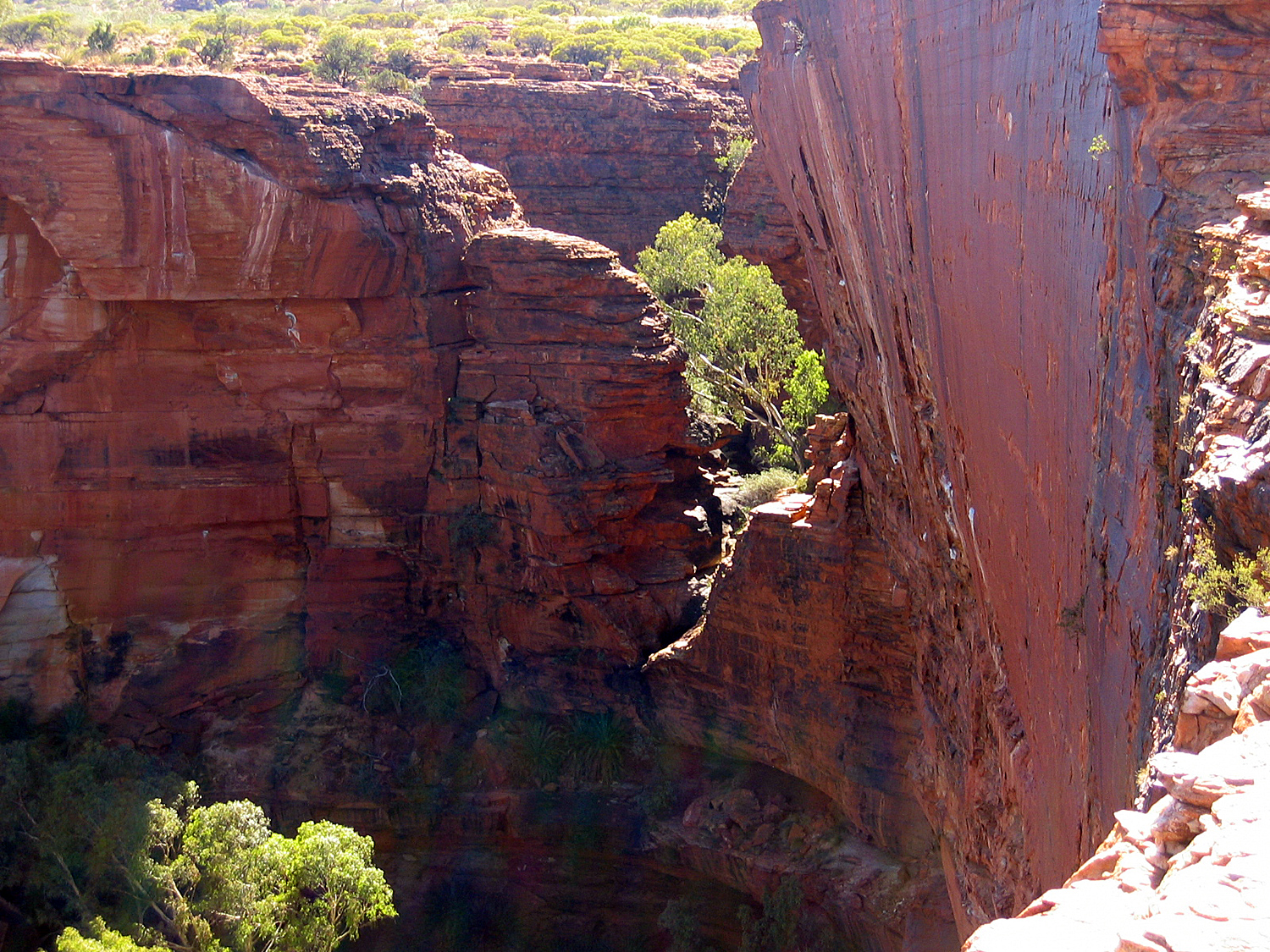
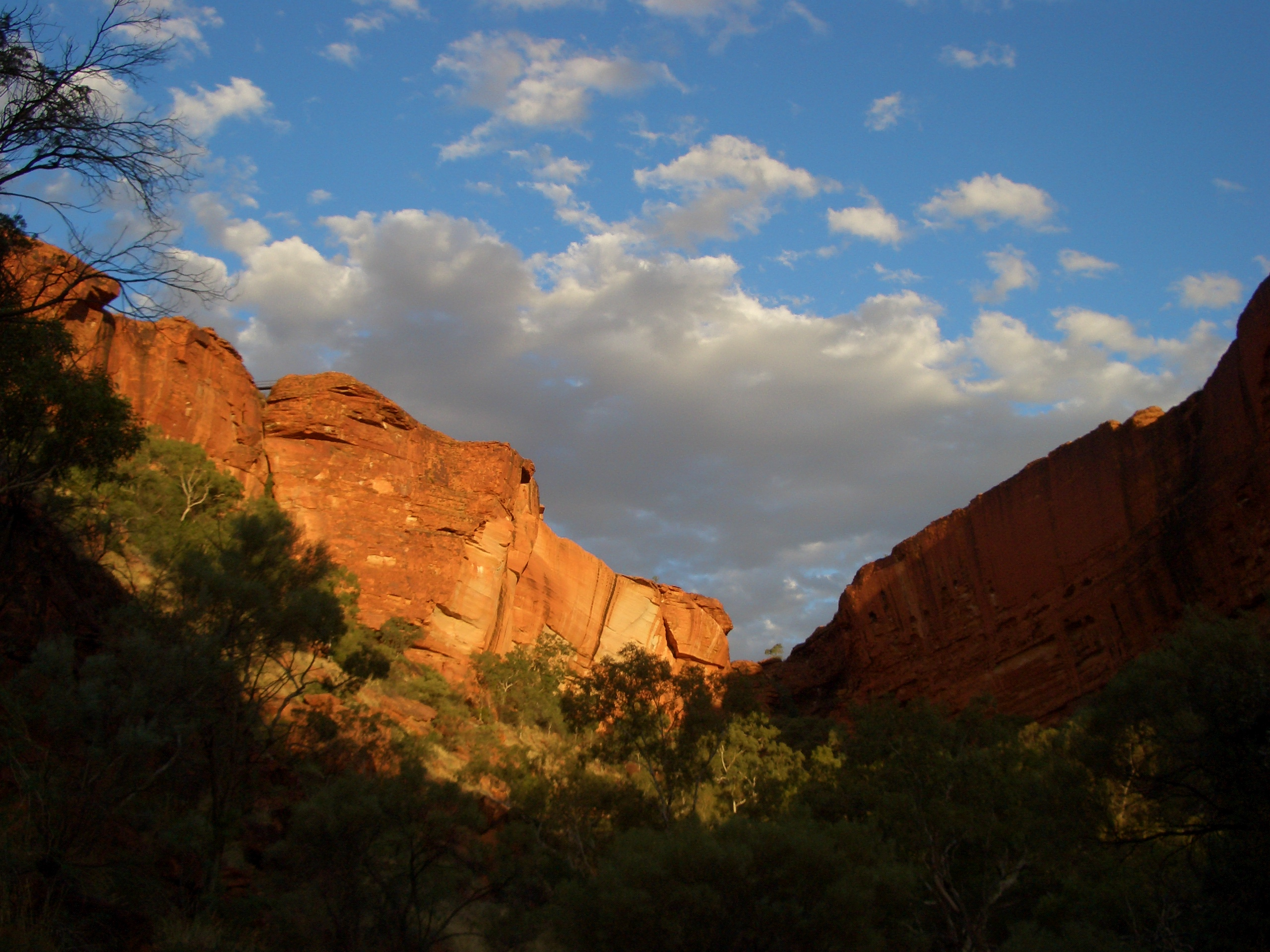
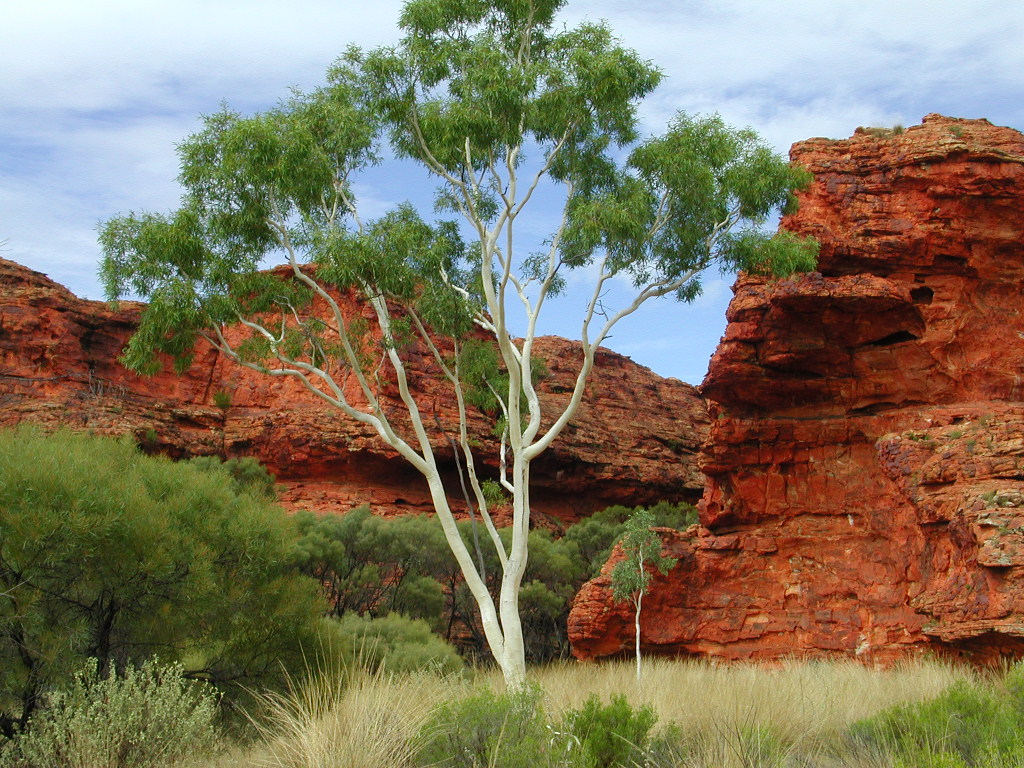